# Лифанов, Игорь Романович
И́горь Рома́нович Лифанов (род. 25 декабря 1965, Николаев) — российский актёр театра и кино.

## Биография
Родился 25 декабря 1965 года в Николаеве (УССР). Обучалась будущая звезда театра и кино в обычной николаевской школе №25, которая сейчас находится на улице Защука.
Жил в городе Николаеве, где окончил школу, после чего служил на флоте на Дальнем Востоке (старшина 1-й статьи).
Поступил в Ленинградский государственный институт театра, музыки и кинематографии, учился на одном курсе вместе с Дмитрием Нагиевым, Борисом Хвошнянским и Яном Цапником. Окончил вуз в 1992 году дипломной работой «Горячее сердце», после чего его пригласили в БДТ имени Г. А. Товстоногова. 

### Личная жизнь
- Первый брак был в институте и закончился через 3 месяца.
- Второй брак с актрисой театра им. Г. А. Товстоногова Татьяной Аптикеевой продлился 13 лет, но тоже закончился разводом.
  - дочь Анастасия (род. 1995). Получила актерское образование, снимается в кино с детства[1].
- Во время съёмок в Севастополе в «Спецназе» в 2003 году актёр познакомился со студенткой Еленой Косенко. У них начался роман. Позже Лифанов перевёз девушку в Санкт-Петербург[2]. В 2011 году, узнав о беременности Косенко, актер развелся со второй женой и вступил в брак с Еленой[3].
  - дочь Алиса (род. 5 февраля 2012 года).

## Театральные работы

### БДТ
На этой сцене дебютировал в спектакле «Солнечная ночь» (постановка Тимура Чхеидзе) и проработал там больше десяти лет. В 2003 году ушёл из театра.

### Другие театральные работы
Играл и продолжает играть в антрепризных спектаклях:
- «Зинон. С приветом!»[6]
- «Двое в лифте, не считая текилы»[6]
- «Я должен убить президента»[7]
- «Кыся»[8]
- «Женщина над нами»[4]
- «Территория»[9]
- «Бесконечное начало»[8]

## Фильмография
1. 1991 — Меченые
2. 1992 — Дитя пустыни
3. 1995 — Забава-4. Фотограф
4. 1997 — Брат — бандит на кухне (озвучен Александром Башировым)
5. 1998 — Улицы разбитых фонарей (серия «Инстинкт Мотылька») — Славин, Спецназовец КГБ СССР, ликвидатор
6. 1999 — 2000 — Агент национальной безопасности 1—2 (2 серий «Наследник» и «Россан») — бандит «Луфарь» («Сашок-Телефон», «Сашок-Страшок») (в 2 сезоне умер и был кремирован, но в итоге воскрес)
7. 1999 — Барак
8. 1999 — В зеркале Венеры — Шкаф
9. 2000 — Бандитский Петербург. Барон — Владимир Николаевич Колбасов, старший оперуполномоченный ОРБ, капитан милиции (1-я — 2-я, 4-я — 5-я серии)
10. 2000 — Убойная сила — бандит Анохин («Вентилятор»)
11. 2000 — Четырнадцать цветов радуги — Фарт
12. 2000 — Романовы. Венценосная семья — комиссар Масловский
13. 2001 — Ключи от смерти
14. 2001 — Поводырь
15. 2002 — Ледниковый период — криминальный авторитет «Рокки»
16. 2002 — Письма к Эльзе — Алексей
17. 2002 — По имени Барон — сын «Барона» Павел
18. 2002—2003 — Спецназ — старший прапорщик спецназа Виктор Хрусталёв, «Хруст»
19. 2002—2004 — Русский спецназ — капитан спецназа ГРУ Крестовцев, «Крест»
20. 2003 — Участок — уголовник «Укроп»
21. 2003 — Агентство — охранник
22. 2004 — Диверсант — капитан Свешников
23. 2004 — Егерь — Василий Архипович Клинцов, егерь
24. 2004 — Звездочёт — агент СВР «Турок»
25. 2004 — Золотая Медуза — офицер МЧС Юрий Медунов
26. 2004 — Легенда о Тампуке — Жернавков
27. 2004 — Параллельно любви — Тимофей Кольцов
28. 2004 — Фабрика грёз
29. 2005 — Воскресенье в женской бане
30. 2005 — Лопухи — Бизнесмен
31. 2005 — Осторожно, Задов! — пациент в хирургии, и другие роли
32. 2005 — Потерявшие солнце — Клёнов
33. 2005 — Охота на изюбря — Калягин
34. 2005 — Последний бой майора Пугачёва — Пугачёв
35. 2005 — Убить Бэллу
36. 2006 — Дневной дозор — Попугай
37. 2006 — Жесть — Валентин
38. 2006 — Парадиз — Николай Звягин
39. 2006 — Прорыв — Фёдор Стожаров
40. 2006 — Синдикат — Юрий, агент «Джин»
41. 2006 — Опер Крюк — Крюков
42. 2006 — Провинциальные страсти
43. 2006 — Первый дома — Владимир Николаевич Славин
44. 2007 — Поводырь — Павел Шнырёв
45. 2007 — Полное дыхание — Степан
46. 2007 — Маршрут — Виктор
47. 2008 — Два цвета страсти — Павел Тимошин
48. 2008 — Отряд — капитан Данилин
49. 2008 — Разрешите тебя поцеловать — Майор Власов
50. 2008 — Жена по контракту — Виктор Торопов
51. 2009 — Несколько призрачных дней — Призрак
52. 2009 — Капкан для киллера — Александр Мельников («Мельник»)
53. 2009—2013 Дикий — капитан милиции Александр Диченко («Дикий»)
54. 2009 — Настоящая любовь — Василий.
55. 2009 — Ленинград — Горнин
56. 2009 — Укрощение строптивых — егерь Пётр Михайлович
57. 2009 — Правосудие волков — сотрудник УгРо
58. 2010 — Робинзон — Василий Робертсон
59. 2010 — Последняя встреча — Вадим Григорьевич Лещинский
60. 2012 — МУР — Степан Полесов, капитан
61. 2012 — Марьина роща.
62. 2012 — Человек ниоткуда — Сергей Кутепов
63. 2012 — Разрешите тебя поцеловать… снова — подполковник Власов
64. 2013 — Разрешите тебя поцеловать… на свадьбе — полковник Власов
65. 2013 — Посредник — Андрей Данилин
66. 2014 — Опасная любовь — Иван Золотарёв
67. 2014 — Бык и Шпиндель — Бык
68. 2014 — Отпуск по ранению — Артём Иванович Говоров, командир спецназа
69. 2014 — Разрешите тебя поцеловать… отец невесты — полковник Власов, отец невесты
70. 2015 — Наводчица — Игорь Калинин
71. 2017—2021 — Пять минут тишины — «Саид» (Сергей Саидович Гиреев), майор/подполковник МЧС
72. 2017 — Кое-что задаром — детектив Рэй Кинс
73. 2017 — Физрук — Гена
74. 2017 — Следствие любви (телесериал) — майор Крюков
75. 2020 — Нагиев на карантине (телесериал)
76. 2024 — Мокрые майки (онлайн-сериал) — юбиляр-псих

## Клипы
- 2002 — песня «Давай за...» группы Любэ (режиссер В. Бледнов)

## Дубляж
- 1999 — Звёздные войны. Эпизод I: Скрытая угроза — Нут Ганрей[10]
- 2002 — Звёздные войны. Эпизод II: Атака клонов — Нут Ганрей[10]

## Озвучивание мультфильмов
- 2016 — Синдбад: Пираты семи штормов — ведущий церемонии награждения

## Награды и премии
- Приз «Лучшая мужская роль» на кинофестивале «Бригантина» за фильм «Егерь» (2004)
- Медаль «За пропаганду спасательного дела» (МЧС России, 2017) — за роль командира поисково-спасательного отряда МЧС России Саида Гиреева в телесериале «Пять минут тишины»[11][12]